# Rxvt
 (juillet 2018).
Si vous disposez d'ouvrages ou d'articles de référence ou si vous connaissez des sites web de qualité traitant du thème abordé ici, merci de compléter l'article en donnant les références utiles à sa vérifiabilité et en les liant à la section « Notes et références ».

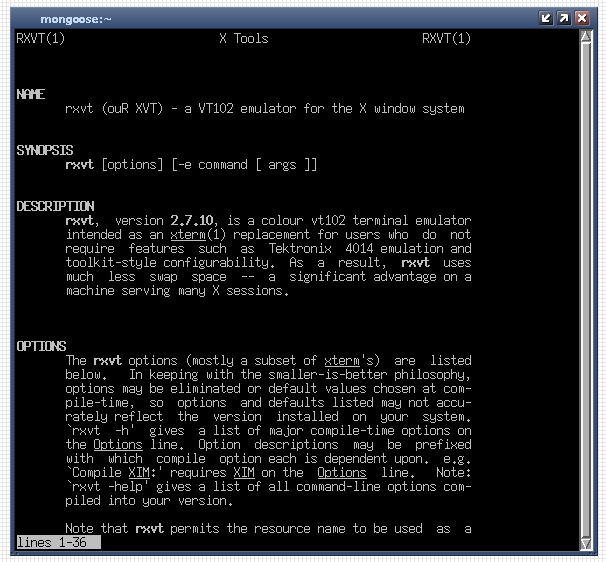
La page man affichée dans rxvt.

rxvt est un terminal informatique libre pour le système X Window. Il a pour objectif d'être une alternative plus légère à xterm pour les utilisateurs qui n'ont pas besoin de certaines fonctionnalités avancées. rxvt est placé sous la licence GNU GPL. 

## Étymologie
Le nom « RXVT » signifie en anglais à l'origine « Rob's version of XVT » (La version de Rob de XVT). « Rob » (Robert) est le prénom du créateur de rxvt, tandis que XVT est un émulateur de terminal, dont le nom signifie « X Virtual Terminal ».
Plus tard, l'équipe chargée de la maintenance du projet interprètera cela comme « ouR XVT » (notre XVT).

## Histoire
RXVT a été créé à l'origine par Robert Nation en 1993, juste avant son autre projet, FVWM. Il cesse la maintenance de ce projet avant la fin de l'année, cette dernière est alors reprise par Mark Olesen pendant plusieurs années, puis par Oezguer Kesim et enfin Geoff Wing. 
Le 6 novembre 2001 sort la dernière version stable (2.6.4), puis le 26 mars 2003 sort la dernière version de développement (2.7.10), après quoi le projet est abandonné. 

## Postérité
Rxvt a été la source de plusieurs forks :
- aterm (à partir de rxvt 2.4.8) : créé pour AfterStep ;
- Eterm (à partir de rxvt 2.21) : créé pour Enlightenment ;
- mrxvt (à partir de 2.7.11) : gestion d'onglets multiples ;
- urxvt (rxvt-unicode) (à partir de rxvt 2.7.11) : support de l'Unicode ;
- Wterm : créé pour les gestionnaires de fenêtres de style NeXTSTEP comme Window Maker.